# Hulmeville
Hulmeville es un borough ubicado en el condado de Bucks en el estado estadounidense de Pensilvania. En el año 2000 tenía una población de 893 habitantes y una densidad poblacional de 895 personas por km².

## Geografía
Hulmeville se encuentra ubicado en las coordenadas 40°8′36″N 75°54′26″O / 40.14333, -75.90722.

## Demografía
Según la Oficina del Censo en 2000 los ingresos medios por hogar en la localidad eran de $55,259 y los ingresos medios por familia eran $59,000. Los hombres tenían unos ingresos medios de $42,321 frente a los $31,923 para las mujeres. La renta per cápita para la localidad era de $24,153. Alrededor del 1.8% de la población estaba por debajo del umbral de pobreza.